# Chevrolet Aveo
Chevrolet Aveo je automobil koji proizvodi Chevroletova (Chevrolet je dio General Motors grupacije) poslovna jedinica GM Daewoo.

## Nastanak vozila
Preuzimanjem automobilskog dijela kompanije Daewoo nakon njenog bankrota zbog nagomilanih kredita otkrivenih tijekom istočnoazijske financijske krize devedesetih godina General Motors je odlučio da svim tako dobivenim automobilskim markama postepeno promjeni ime. Sam Chevrolet Aveo koji se danas prodaje na Hrvatskom tržištu nastaje iz Chevrolet Kalos s minimalnim promjenama. Kako svi automobili trenutačno na tržištu svakih 4 ili 5 godina doživljavaju malu promjenu u dizajnu tako je promjena iz 2006. godine došla "glave" Kalosu. Razlika između ova dva modela se vidi samo u promjeni na prednjem dijelu automobila nakon kojih je "nastao" Aveo.

## Modeli
Chevrolet je u pokušaju da napravi jaku tržišnu marku od imena Kalos, a sada i Aveo je napravio u najmanju ruku malo neobičnu podjelu svojih modela pošto se pod jednim imenom nalaze dva različita automobila. Prva, manja verzija je ona od 3 i 5 vrata koja ima ukupnu dužinu od 3.88 metara što je ipak uzdiže iznad klase malenih gradskih vozila koju zauzima Spark. Druga "ozbiljnija" verzija ima dužinu od 4.31 metara i predstavlja višu automobilsku klasu iako trenutačno obje imaju identične motore. Dizajnerska osnova za prvu verziju je Daewoo auto platforma T200, dok je ozbiljnija verzija napravljena na platformi T250. Očekuje se da će vremenom platforma T250 dovesti do ukidanja starije T200

## Motori
U Hrvatskoj je trenutačno vrlo ograničena ponuda motora za Chevrolet Aveo, a navodno su napravljeni po Opelovoj tehnologiji (po riječima Chevroleta). Ti motori su:
- 1.2 8V od 1150 kubika i 53 kw
- 1.4 16V od 1399 kubika i 69 kw (nije dostupan za verziju s 3 vrata)